# Juan Houghton
San Juan Houghton (o en inglés: John Houghton) (ca. 1486-Tyburn, 4 de mayo de 1535) fue un sacerdote y religioso cartujo inglés, martirizado bajo el reinado de Enrique VIII y considerado como uno de los Cuarenta mártires de Inglaterra y Gales.

## Biografía
Nacido hacia 1486, según uno de sus cartujos compañeros, estudió en Cambridge, pero no se pudieron identificar datos sobre él entre los registros que han sobrevivido. Del mismo modo, no se han podido encontrar otros registros, como los de su ordenación sacerdotal.
Ingresó en la Cartuja de Londres en 1515, nombrado sacristán en 1523, y procurador en 1526. En 1531, fue nombrado abad de la Cartuja de Beauvale en Nottinghamshire. Sin embargo, en noviembre de ese año, fue elegido prior de la casa de Londres, a la que regresó.
En 1535, la comunidad fue llamada a hacer una proclama de supremacía que reconociera a Enrique VIII como cabeza de la Iglesia de Inglaterra. Houghton, acompañado por los otros dos jefes de conventos cartujos, Robert Lawrence (prior de Beauvale) y Augustine Webster (prior de Axhomle), invocaron por una excepción, pero fueron arrestados por Thomas Cromwell. Fueron llamados ante una comisión especial en abril de 1534, y sentenciados a muerte junto a Richard Reynolds, un monje de la abadía de Syon.
Los cuatro mencionados, junto al sacerdote Juan Haile, fueron colgados y desmembrados en Tyburn el 4 de mayo de 1535.